# خالاتیان
خالاتیان (زبان ارمنی: Խալաթյան), یکی از نام‌های خانوادگی رایج در میان ارمنیان می‌باشد.
- هرایر خالاتیان
- آیدا خالاتیان
- واچاگان خالاتیان
- لوون خالاتیان
- نلی خالاتیان